# گل (فیلم ۱۳۶۷)
گل فیلمی به کارگردانی  و نویسندگی رجب محمدین محصول سال ۱۳۶۷ است.

## بازیگران
- آناهیتا قاضی بیات
- امیر کلوری
- مهری مهرنیا
- شروین نجفیان
- حمید صالحین
- علی دلاور
- مرضیه سعیدی
- حسن فرازمند
- جاماسب فره‌وشی
- محمود شهیدی
- محسن ضرابی
- محسن قندهاری
- اسفندیار رسولی
- حمیدرضا احمدی